# Gyrostemon brownii
Gyrostemon brownii är en tvåhjärtbladig växtart som beskrevs av Spencer Le Marchant Moore. Gyrostemon brownii ingår i släktet Gyrostemon och familjen Gyrostemonaceae. Inga underarter finns listade i Catalogue of Life.